# Радмила Пешић
Радмила Пешић, рођена Ненин (Тител, 14. децембар 1923 – Београд, 7. јануар 2010) била је теоретичарка књижевности и универзитетски професор.

## Биографија
Рођена је 14. децембра 1923. године у Тителу где је завршила основну школу. Школовање је наставила у Новом Саду где је завршила гимназију. По завршетку Другог светског рата уписала се на групу за јужнословенске језике и књижевност при Филозофском факултету Универзитета у Београду где је и дипломирала 29. септембра 1949. године, а следеће године, 1950. почиње да ради као асистент у Институту за књижевност Српске академије наука, а од 1954. године и као асистент на свом факултету за предмет Народна књижевност. Промовисана је у доктора наука 1962. године након одбране дисертације Вук Врчевић, живот и рад. Изабрана је за доцента 1964. године, да би била изабрана за ванредног професора 1971 године. У звање редовног професора је изабрана 1979. године до одласка у пензију 1989. Хонорарно је предавала Народну књижевност на Филозофском факултету у Приштини (1964-1968) и на одсеку за етнологију Филозофског факултета у Београду (1965-1973). При Академији је касније деловала као члан Одбора за књижевност и секретар Пододбора за Народну књижевност. Била је управник Катедре за српску књижевност и језик и члан Факултетског већа више пута на Филолошком факултету Универзитета у Београду. Један је од оснивача Међународног славистичког центра 1971. године у чијем раду је учествовла као члан Управе, помоћник директора и директор. Остала је упамћена по језгровитим рефератима на славистичким скуповима у земљи и иностранству.
Преминула је на Божић 2010. године у Београду.

## Рад
Научни рад професорке Пешић одвијао се у неколико праваца. Докторском дисертацијом даје прву и детаљну биографију Вука Врчевића, писара на двору Петра II Петровића, српског родољуба и заљубљеника у науку и културу. Обимно изучавање народне књижевности довело је до постављања теза које су на очигледним примерима и доказане. Доказала је континуитет епског певања на српскохрватском језику. Допунила је репертоаре народних певача Слепе Живане и Косовца Анђелка Вуковића. Проучавајући ускочке песме потврдила је мишљења о настајању хроничарских песама одмах након догађаја. Уочила је трајност појединих образаца у периоду од око два века и залагала се за пручавање поетике епских песама. Значајан је и њен лексикографски рад. Дефинисала је велики број одредница и термина у народној књижевности. Захваљујући том раду појавио се и први Речник народне књижевности (1984). Паралелно са научним радом текао је и педагошки рад. Поред рада са студентима, приредила је бројна издања народне књижевности за основношколски узраст. Библиографију радова професорке Радмиле Пешић приредила је Љиљана Дукић.

## Важнија дела
1. Вук Врчевић / Београд: Филолошки факултет, 1967. – 215 стр. – (Монографије, књ. XIV).
2. Народна књижевност – у коауторству са Надом Милошевић – Ђорђевић. Београд: Вук Караџић, 1984. – 311 стр. – (Библиотека „Човек и реч”).
3. Народна књижевност – у коауторству са Надом Милошевић-Ђорђевић. – Београд: Требник, 1997. – 311 стр.
4. Старији слој песама о ускоцима // Српска књижевност у књижевној критици 2: Народна књижевност. – Београд: Нолит, 1972. – стр. 260–284.
5. (Термини и имена из народне књижевности) // Нова енциклопедија у боји: књ. I-II. – Београд: Вук Караџић; Ларус, 1977. – (317 јединица).
6. (Термини и имена из народне књижевности) // Нова енциклопедија у боји: књ. I-II. – Београд: Вук Караџић; Ларус, 1978. – (317 јединица).
7. Лирска народна песма у делу Борисава Станковића / Дела Борисава Станковића. – Београд: 1983. – стр. 311–315.
8. Речник књижевних термина: Београд: Институт за књижевност и уметност; Нолит, 1984. – (одреднице: Божићна песма; гуслар; ивањске песме; јачка песма; клањалице; краљичке песме; крајишке песме; љубавне народне песме; породичне песме; религиозне песме; ругалице; свечарске песме; спасовске песме; бужбалице; ускочке песме).